# 白龙塘站
白龙塘站是位于陕西省西乡县白龙乡的一个铁路车站，邮政编码723501。车站建于1977年，有阳安铁路经过该站，现仅办理货运，不办理客运业务，车站及其上下行区间均为电气化区段。车站距离阳平关站222公里，隶属西安铁路局，是四等站。